# Susana Baca
Susana Baca (Chorrillos District, 1944. május 24. –) Grammy-díjas perui énekesnő, dalszerző, népzenekutató, kultúrpolitikus, tanár.
Hazája afro-perui zenei hagyományainak ikonjaként nemzetközileg is elismert. Ollanta Humala perui elnök 2011. július 28-i hivatalba lépése óta Peru kulturális minisztere és kabinetjének tagja volt. 2011. december 10-én az egész kabinettel együtt lemondott, tiltakozva egy nem ökológiai szemléletű bányászati projekt ellen.

## Pályafutása
Susana Baca egy gitáros és egy táncos lányaként nőtt fel. A család szerény körülmények között élt egy Lima melletti halászvárosban.
Peruban végezte zenei és ének tanulmányait. Első fellépései során a perui énekesnő, Chabuca Granda felfigyelt rá.
Első felvételei az 1980-as években készültek. A „Poesía Y Canto Negro” című lemezt a kubai Egrem kiadó adta ki 1987-ben. Nemzetközi áttörését Susana Baca 1995-ben ért el, amikor egy független világzenei kiadó, a Luaka Bop (a Talking Heads egykori énekese) kiadta CD-jét, a „The Soul of Black Peru”-t.
Az „Afrodiaspora” (2011) című albuma szinte az összes afrikai eredetű zenei stílust bemutatja az amerikaiaknak, beleértve a kolumbiai cumbiát, a mexikói bolerót és a kubai sont.
Susana Baca zenéje afro-perui hangszereket, dallamokat és ritmusokat alkalmaz modern stíluselemekkel ötvözve. A történelmi eredetű hangszerek egy részét újraalkották műhelyükben. Ezek közé a kísérőhangszerek közé tartozik a cajón, a guapeo, egy agyagtál és a quijada (egy szamár arccsontjából készült ütős hangszer).
Susana Baca saját szerzeményei és hagyományos dalai mellett César Vallejo és Pablo Neruda szövegeit is megzenésítette. 1992-ben férjével, Ricardo Pereira bolíviai zenetudóssal létrehozták az Instituto Negro Continuo könyvtárat, hangarchívumot és stúdiót Chorillosban. Az intézmény célja az afro-perui művészet és kultúra kutatása, dokumentálása és népszerűsítése.

## Albumok
- 1987: Color de Rosa Poesia y Canto Negro
- 1991: Vestida de Vida, Canto Negro de las Américas!
- 1992: Fuego y Agua
- 1997: Susana Baca
- 2000: Eco de Sombras
- 2001: Lamento Negro
- 2002: Espíritu Vivo
- 2004: Lo Mejor de Susana Baca
- 2006: Travesías
- 2009: Seis Poemas
- 2011: Afrodiaspora
- 2020: A Capella: Grabado en Casa Durante la Cuarentena
- 2021: Palabras Urgentes

## Díjak
- 2001: Grammy-díj jelölés a „Canto” című albumáért
- 2002: Latin Grammy-díj („Lamento Negro”)
- 2011: Latin Grammy-díj („Latinoamérica”)
- 2020: Latin Grammy-díj („A Capella” című album – Best Folk Album)

## Fordítás
- Ez a szócikk részben vagy egészben  a   Susana Baca című német Wikipédia-szócikk ezen változatának fordításán alapul.  Az eredeti cikk szerkesztőit annak laptörténete sorolja fel. Ez a jelzés csupán a megfogalmazás eredetét és a szerzői jogokat jelzi, nem szolgál a cikkben szereplő információk forrásmegjelöléseként.